# Szulejmánijja
Szulejmánijja vagy esz-Szulejmánijja (arabul السليمانية; kurdul سلێمانی / Silêmanî, tudományos átírásban as-Sulaymāniyya vagy as-Sulaymânîyah’) város Irak északkeleti részén, Szulejmánijja kormányzóság székhelye, az ország hetedik legnépesebb városa (900 000 fő, 2012, becslés). A jórészt kurdok lakta, 1784-ben alapított város 1850-ig a Bábán nevű kurd államalakulat fővárosa volt, ma a szorání kurdok lakta vidék gazdasági és kulturális központja.

## Fekvése
Szulejmánijja Kirkuk városától mintegy 100 kilométerre keletre, az iráni határ közelében, a Zagrosz-hegység nyugati lábánál, átlag 900 méteres tengerszint feletti magasságban fekszik.

## Története
Szulejmánijja meglehetősen fiatal város, története alig több mint két évszázadra tekint vissza. Az Oszmán Birodalom és Perzsia határvidékén 1649-ben alakult kurd fejedelemség, Bábán uralkodója, Ibráhím pasa alapította 1784-ben. Még abban az évben országa fővárosává tette az édesapja, Szulejmán pasa után elnevezett várost. Bábán uralkodóinak politikáját mindenkor a két nagy szomszédos birodalom közötti viszony határozta meg, s a Szulejmáníjában székelő kurd fejedelmek ennek megfelelően váltogatták szövetségeseiket. 1818 végén például Bagdad felől török csapatok indultak Szulejmánijja alá, de csakhamar a perzsák 10 ezres serege mentette fel a várost. A felszabadítókat a kurdok alig egy év elteltével már a törökök segédletével verték ki Bábánból. A perzsa- és törökpárti bábáni frakciók egymással is folyamatosan harcban álltak, s kisebb-nagyobb békeidőkkel tarkítva így telt a kis Szulejmánijjai Fejedelemség élete egészen 1850-es megszűnéséig, amikor a város ismét az Oszmán Birodalom része lett.
A zaklatott politikai viszonyok ellenére a 19. század elejétől Szulejmánijja pezsgő kulturális életet mondhatott magáénak. A városban élt, szulejmánijjai dialektusban alkotó kurd költőkhöz kötődik a szorání kurd irodalmi nyelv és szépirodalom alapjainak megteremtése, s ezek az irodalmi hagyományok egészen a 20. századig hatottak: a modern kurd sajtónyelv alapja is a szorání lett, s 1920-ban a városban alapították meg az első kurd nyelvű könyvkiadót.
A 20. század elején, a brit protektorátus idején a kurd függetlenségi mozgalmak bölcsője lett a város, 1919-ben itt bontott zászlót a megszálló britek elleni harcához Mehmûdê Berzincî (arab nevén Mahmúd Barzáni) nacionalista mozgalma. Ugyancsak innen indult ki a kurdok 1925. évi nagy felkelése. Szulejmánijja egészen a legutóbbi időkig több fegyveres konfliktus helyszíne volt. A legjelentősebb károkat a kurd frakciók közötti 1996-os fegyveres összecsapás során szenvedte el, amikor bagdadi kormánysegédlettel a Kurdisztáni Demokrata Párt kiszorította Erbílből és Szulejmáníjából a Kurdisztáni Hazafias Uniópárt embereit (Szulejmáníját hagyományosan ez utóbbi szervezet fő fészkeként tartják számon).
Napjainkra a város élete stabilizálódott, s a környék mezőgazdasági termékeinek piacot biztosító Szulejmánijja egyre nagyobb idegenforgalommal dicsekedhet. A célturizmus szolgálatában 2006-ban nyitották meg nemzetközi repülőterét. Kulturális élete is egyre jelentősebb, az 1968-ban megnyílt, de 1980-ban megszüntetett egyetem után 2007-ben egy angol tanítási nyelvű felsőoktatási intézmény ismét megnyitotta kapuit a diákság előtt.